# Convención Universal sobre Derecho de Autor
La Convención Universal sobre Derecho de Autor se adoptó en Ginebra el 6 de septiembre de 1952 y se revisó en París el 24 de julio de 1971 (abreviado como Convención de Ginebra de 1952).
La Convención de Ginebra establece que cada uno de los Estados contratantes se compromete a tomar todas las disposiciones necesarias a fin de asegurar una protección suficiente y efectiva de los derechos de los autores (o de cualesquiera otros titulares de estos derechos) sobre obras literarias, científicas y artísticas tales como escritos, obras musicales, dramáticas y cinematográficas y de pintura, grabado y escultura.
Las obras publicadas de los nacionales de cualquier Estado contratante, así como las obras publicadas por primera vez en el territorio de tal Estado, gozarán en cada uno de los otros Estados contratantes de la protección que cada uno de estos Estados conceda a las obras de sus nacionales publicadas por primera vez en su propio territorio.
Las obras no publicadas de los nacionales de cada Estado contratante gozarán, en cada uno de los demás Estados contratantes, de toda la protección que cada uno de estos Estados conceda a las obras no publicadas de sus nacionales.
Para la aplicación de la Convención, todo Estado contratante puede, mediante disposiciones de su legislación interna, asimilar a sus propios nacionales toda persona domiciliada en ese Estado.